# La dona que gairebé linxen
La dona que gairebé linxen (originalment en anglès, Woman They Almost Lynched) és una pel·lícula de western estatunidenca de 1953 dirigida per Allan Dwan i escrita per Steve Fisher. La pel·lícula és protagonitzada per John Lund, Brian Donlevy, Audrey Totter, Joan Leslie, Ben Cooper, James Brown i Nina Varela. La pel·lícula es va estrenar el 20 de març de 1953 amb la distribució de Republic Pictures. S'ha subtitulat al català.
Quentin Tarantino va nomenar-la com la seva pel·lícula preferida de Dwan en part a causa de l'"emocionant robatori de diligències" rodat per William Witney.

## Sinopsi
Durant la Guerra Civil dels Estats Units, un poble situat entre la zona unionista i la confederada és dirigit amb mà de ferro per la seva alcaldessa.

## Repartiment
- John Lund com a Lance Horton
- Brian Donlevy com a Charles Quantrill
- Audrey Totter com a Kate Quantrill/Kitty McCoy
- Joan Leslie com Sally Maris
- Ben Cooper com a Jesse James
- James Brown com a Frank James
- Nina Varela com a alcaldessa Delilah Courtney
- Ellen Corby com a primera dona de la ciutat
- Fern Hall com a segona dona
- Minerva Urecal com a Sra. Stuart
- Jim Davis com a Cole Younger
- Reed Hadley com Bitterroot Bill Maris
- Ann Savage com a Glenda
- Virginia Christine com a Jenny
- Marilyn Lindsey com a Rose
- Nacho Galindo com a John Pablo
- Dick Simmons com a capità de l'exèrcit